# Diễn viên quần chúng
Diễn viên quần chúng là những diễn viên phụ trong một bộ phim, chương trình truyền hình, sân khấu, nhạc kịch, opera hoặc ba lê, sự xuất hiện của họ không nổi bật và thường chỉ đóng vai trò bối cảnh. Các bộ phim chiến tranh và phim sử thi thường sử dụng rất nhiều diễn viên quần chúng, một số bộ phim có hàng trăm hoặc thậm chí là hàng ngàn diễn viên quần chúng được trả tiền với tư cách là diễn viên.

## Tuyển chọn
Diễn viên quần chúng được tuyển chọn phụ thuộc vào yêu cầu của chương trình được sản xuất, không hoàn toàn đúng khi nói diễn viên quần chúng không hoặc ít đòi hỏi kinh nghiệm diễn xuất, vì bất kỳ hành động diễn xuất nào cũng đòi hỏi trí tưởng tượng và khả năng diễn xuất. Sự đúng giờ, đáng tin cậy và khả năng định hướng là một số trong những nét nổi bật của các diễn viên này; các diễn viên quần chúng thường được tuyển chọn trong một thông báo ngắn, sau khi tất cả các khâu chuẩn bị khác cho cảnh quay đã hoàn thành.

## Trong văn hóa đại chúng
Bộ phim câm The Extra Girl (1923) miêu tả một cô gái với ước mơ trở thành một ngôi sao đã từ thị trấn nhỏ tới Hollywood và làm một diễn viên quần chúng.
Bộ phim Extras (2005–07) khai thác đề tài về sự nghiệp của hai diễn viên quần chúng chuyên nghiệp là Andy và Maggie. Họ dành phần lớn thời gian của mình trên trường quay để tìm kiếm một vai trò mới và một người bạn trai.
Trong bộ phim hài Mithya (2008), nhân vật chính là một diễn viên quần chúng có khuôn mặt giống với một đại ca xã hội đen, chính nó đã khiến anh gặp nhiều rắc rối.
Bộ phim I Am Som somebody (2015) kể về các diễn viên quần chúng làm việc tại Phim trường Hoành Điếm.